# Tatiana Ledovskaja
Tatiana Michailovna Ledovskaja (ryska: Татьяна Михайловна Ледовская; belarusiska: Таццяна Міхайлаўна Ледаўская: Tatstsiana Michajlaŭna Ledaŭskaja), född 21 maj 1966, är en sovjetisk före detta friidrottare (häcklöpare).
Ledovskaja är mest känd för att hon vid OS 1988 var med i det sovjetiska lag på 4 x 400 meter slog det tidigare "omöjliga" världsrekordet som Östtyskland hade. Den nya världsrekordtiden löd på 3.15,17. Ledovskaja tog även guld vid VM 1991 i stafett men även i det långa häckloppet där hon slog brittiskan Sally Gunnell med fem hundradelar. 